# 落花流水
《落花流水》是真田一輝的四格漫畫作品，連載於《Manga Time Kirara MAX》2005年1月號至2015年4月号。本作是以作者在2003年10月發表的同人誌為原型，當時並非四格漫畫。

## 作品簡介
櫻庭女中放榜日當天，在葉山秋穗還在因為錄取感到高興時，突然被捲入學校傳統的社團搶人大戰當中。在逃跑過程中，邂逅了弓道社社長帆風水夏，並被邀請進入弓道社。對水夏一見鍾情的秋穗加入了弓道社，和社長以及同級生草場春河與顧問霜月真冬一起過著快樂的校園生活。
本作以弓道社為舞台，有點百合的搞笑故事。由於舞台與主題的關係，只有女性角色登場。

## 登場人物
※配音員為廣播劇CD版本。
葉山秋穗（聲：中原麻衣）
本作主角。高中一年級的弓道社社員。從高中入學後才接觸弓道，目前升級到初段。
留長髮，用紅色絲帶綁成馬尾。
性格天然呆、容易暴走。對貧乳十分在意。自從不小心迷路到弓道社後便對水夏一見鍾情，卻不被當成戀愛對象。接近水夏後會狼化，長出狼耳與尾巴，在夜間依然看得清清楚楚。弓道技巧普通，不過曾經偶然射出四連矢（後射的箭插在早射的箭上）。
居住的公寓禁止養寵物，但偷偷瞞著其他住戶養著水夏撿到的貓摩卡。
帆風水夏（聲：遠藤綾）
秋穗的學姊，高中二年級，弓道社社長。弓道經歷很長。
留著青色短髮。
平時外表凜然，但也有對可愛的東西沒有抵抗力、害怕鬼怪等少女般的一面。溺愛摩卡。相當受到女學生歡迎，情人節時還需要出動機動部隊來維持秩序。弓道技巧高強，以全數命中於地區大會四連霸。弓道四段。
草場春河（聲：松岡由貴）
秋穗的同班同學，高中一年級，弓道社社員。弓道經歷三年。和秋穗同時升上初段。
髮色為金色、即肩長髮。
個性活潑豪放，曾經借馬來騎馬射箭，步調獨特，經常製造問題。起初預定說標準日語，自命名階段開始說關西腔。弓道技巧不好，連箭會飛到哪裡都不知道，卻擅長射移動標的。
成績非常差，企圖在情人節以巧克力賄賂教師。
霜月真冬（聲：金田朋子）
櫻庭女中高中化學老師、弓道社顧問。
茶色頭髮，於頭頂處向左（面對面為向右）綁成一束。
性格有如小孩般天真無邪，有時會有老太婆言行。外表是小學生，但年齡與腹部的贅肉都很大，有時會說出上個世代風格的話。弓道部顧問，但因為沒有力氣，最遠只能射三公尺。
雙親身高普通，但祖母和她一樣外表年幼。自己違反藥事法作違法的藥，害怕穿幫而不去醫院而得到支氣管炎，請假了很長一段時間。
水夏父親
水夏弓道師父，鍊士。性格沉穩。縣警局本部長，弓道聯盟成員，並參與升段試驗審查。
在弓道方面對女兒很嚴格，不過在想見摩卡方面和女兒有同樣興趣。
能夠看穿與一般小孩無異的霜月老師的真面目，秋穗等人對此有如看到仙人般吃驚。
松來霧香
水夏在逛街時碰到的迷路少女，小學二年級。
除了性格以外，外表和霜月先生幾乎一模一樣。
第一次當場時性格好強，在與水夏相處時因為水夏的溫柔而稍為冰釋。第二次登場時，模仿水夏的髮型剪了短髮，對水夏十分憧憬，接近水夏時和秋穗同樣會狼化，是會和秋穗爭奪水夏的恐怖百合幼女。

## 主要舞台
櫻庭女中
社團活動興盛，放榜當天會進行強迫性的新人邀請。
連載開始時弓道社窮到連屋頂都沒有，只能靠著木板掩飾，後來在第五話時因為大會成績優秀，第七話時蓋了有屋頂的新道場。
只是道場是有明顯傾斜的缺陷建築，現在學校正在和業者打官司。
除了秋穗、水夏、春河以外還有其他社員，不過主要只有她們三人登場。
除了弓道社以外還有很多社團、學生。有的社團在電腦裏保存著奇怪的個人資料，在春天也有社團為了招生而用大型塑膠桶關住新生並綁走，向春河與霜月老師在私底下進行的學生也很多。

## 出版書籍
漫畫
| 冊數 | 芳文社         | 芳文社                 |
| 冊數 | 發售日期       | ISBN                   |
| ---- | -------------- | ---------------------- |
| 1    | 2006年4月27日  | ISBN 978-4-8322-7573-9 |
| 2    | 2007年4月26日  | ISBN 978-4-8322-7627-7 |
| 3    | 2008年5月27日  | ISBN 978-4-8322-7698-7 |
| 4    | 2009年3月26日  | ISBN 978-4-8322-7789-2 |
| 5    | 2010年5月27日  | ISBN 978-4-8322-7914-8 |
| 6    | 2011年8月27日  | ISBN 978-4-8322-4058-2 |
| 7    | 2012年11月27日 | ISBN 978-4-8322-4224-1 |
| 8    | 2014年2月27日  | ISBN 978-4-8322-4406-1 |
| 9    | 2015年3月27日  | ISBN 978-4-8322-4543-3 |

小說
- 《落花流水 花落知多少》（落花流水ノベル 花落知多少〜花 落つること 知る 多少〜）小說由芳文社KR文庫發行，作者為秋月ひろ。

2007年7月25日發行、ISBN 978-4-8322-0255-9

## 廣播劇CD
2009年3月25日發售。

## 外部連結
- HARVEST MOON （页面存档备份，存于）（作者個人網站）